# Ben Kaplan
Ben Kaplan es un personaje ficticio que aparece en la serie basada en el MI5 Spooks; Kaplan fue interpretado por el actor Alex Lanipekun del 13 de noviembre de 2007 hasta el 24 de noviembre de 2008.

## Sexta temporada
Apareció por primera vez en la sexta temporada como un periodista independiente, tratando de exponer lo que estaba pasando en el MI5 y la Sección D y sus actividades para detener el terrorismo. 
Durante la crisis en donde tres importantes diplomáticos (el cónsul iraní Dariush Bakshi, el secretario británico de relaciones exteriores Ruth Chambers y el enlace de la CIA en Londres Bob Hogan), son retenidos como rehenes junto con el público, ayuda a Adam Carter y Ros Myers a liberarlos y se le ofrece un puesto en el equipo, pero lo rechaza. Sin embargo, al inicio de la Serie 7 se encuentra trabajando para la sección D, luego del asesinato del agente Zafar Younis.  
Algunas de las operaciones que ha hecho son las de ayudar a prevenir un ataque ruso en Londres, ataques del terrorismo de Al-Qaeda. Va encubierto con Lucas North para detener a un financista que está planeando arruinar la economía británica y ayudar a proteger a uno niño de 16 años de edad. 

## Séptima temporada
En el séptimo episodio de la séptima temporada el jefe de la sección D Sir Harry Pearce es acusado de ser un doble agente que ha estado pasando información del MI5 en relación con los secretos de la Operación Sugarhorse (una operación de alto nivel en la década de 1980 donde prooccidentales fueron colocados en la sociedad rusa para averiguar acerca de los capacidad nuclear de Rusia) al FSB, Harry envía a Lucas North a Rusia a buscar información que pruebe su inocencia, este encuentra un paquete en donde se muestra la verdadera identidad del doble agente Connie James y el mentor de Harry, Bernard Qualtrough. 
Lucas llama a Ben y le cuenta acerca de su descubrimiento, pero antes de Ben puede advertir al equipo de la traición de Connie, esta utiliza un garrote y lo mata, llevándose consigo la información. Su cadáver es encontrado más tarde por todo el equipo, mientras que Ros detiene a Connie y Harry recomienda al Secretario Nicholas Blake que Ben sea distinguido por sus servicios y ayuda al MI5.